# デイビッドソン郡 (ノースカロライナ州)
デイビッドソン郡（英: Davidson County）は、アメリカ合衆国ノースカロライナ州の中央部に位置する郡である。人口は16万8930人（2020年）。郡庁所在地はレキシントンであり、同郡で人口最大の都市はトマスビルである。

## 歴史
デイビッドソン郡は1822年にローワン郡から分離して設立された。郡名は、アメリカ独立戦争の将軍であり、1781年にカトーバ川沿いで起きたコーワンズフォードの戦いで戦死したウィリアム・リー・デイビッドソンに因んで名付けられた。
1911年、ハイポイントを郡庁所在地にピードモント郡と呼ぶ新しい郡が提案された。領域はギルフォード郡、デイビッドソン郡、ランドルフ郡のそれぞれ一部を合わせて作る予定だった。ギルフォード郡庁舎に多くの人々が集まってこの計画に反対し、抗議のために州議会に行くことを申し合わせた。州議会は1911年2月にこの計画を否決した。

## 郡政府

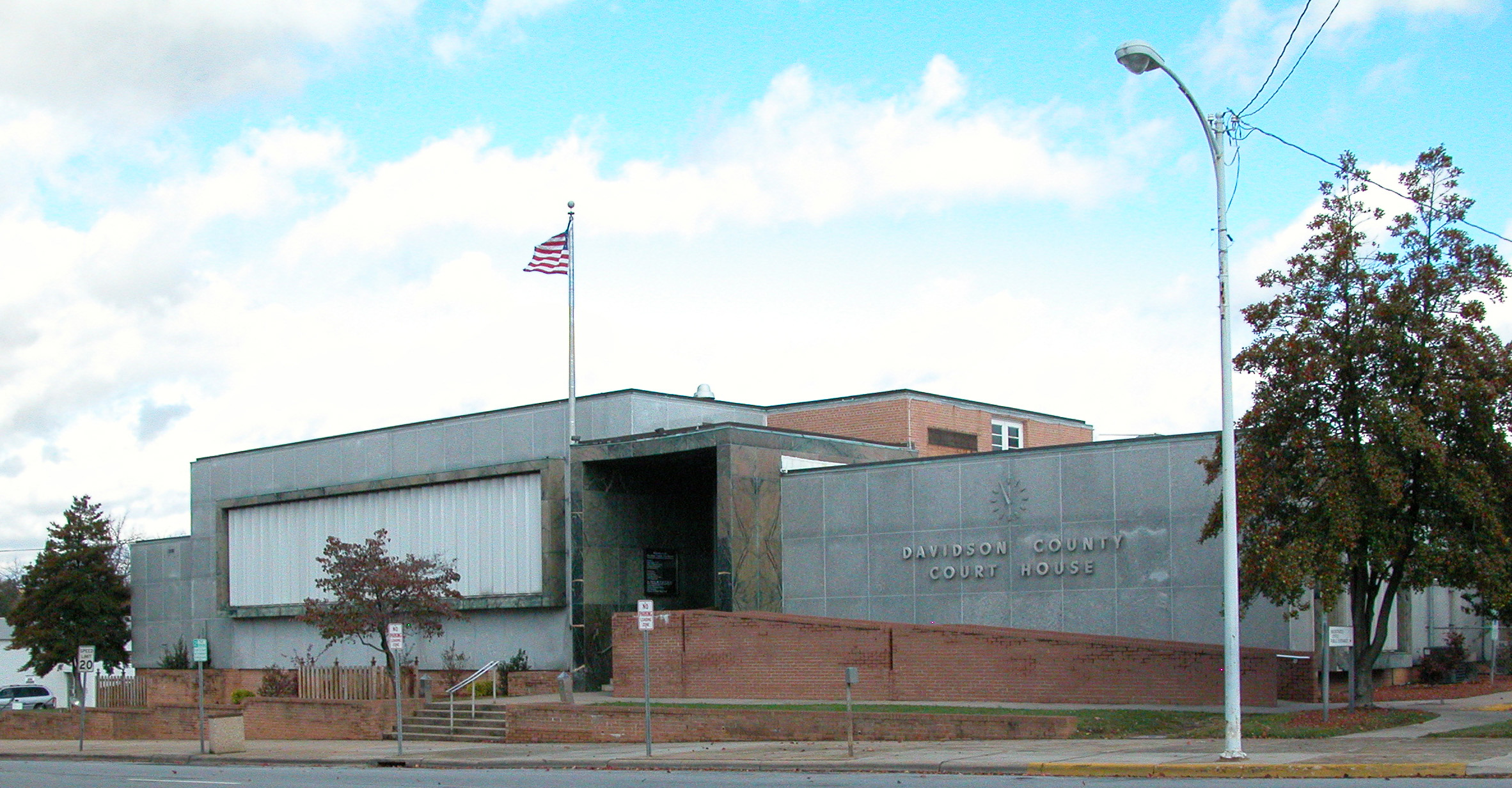
レキシントン市にあるデイビッドソン郡庁舎

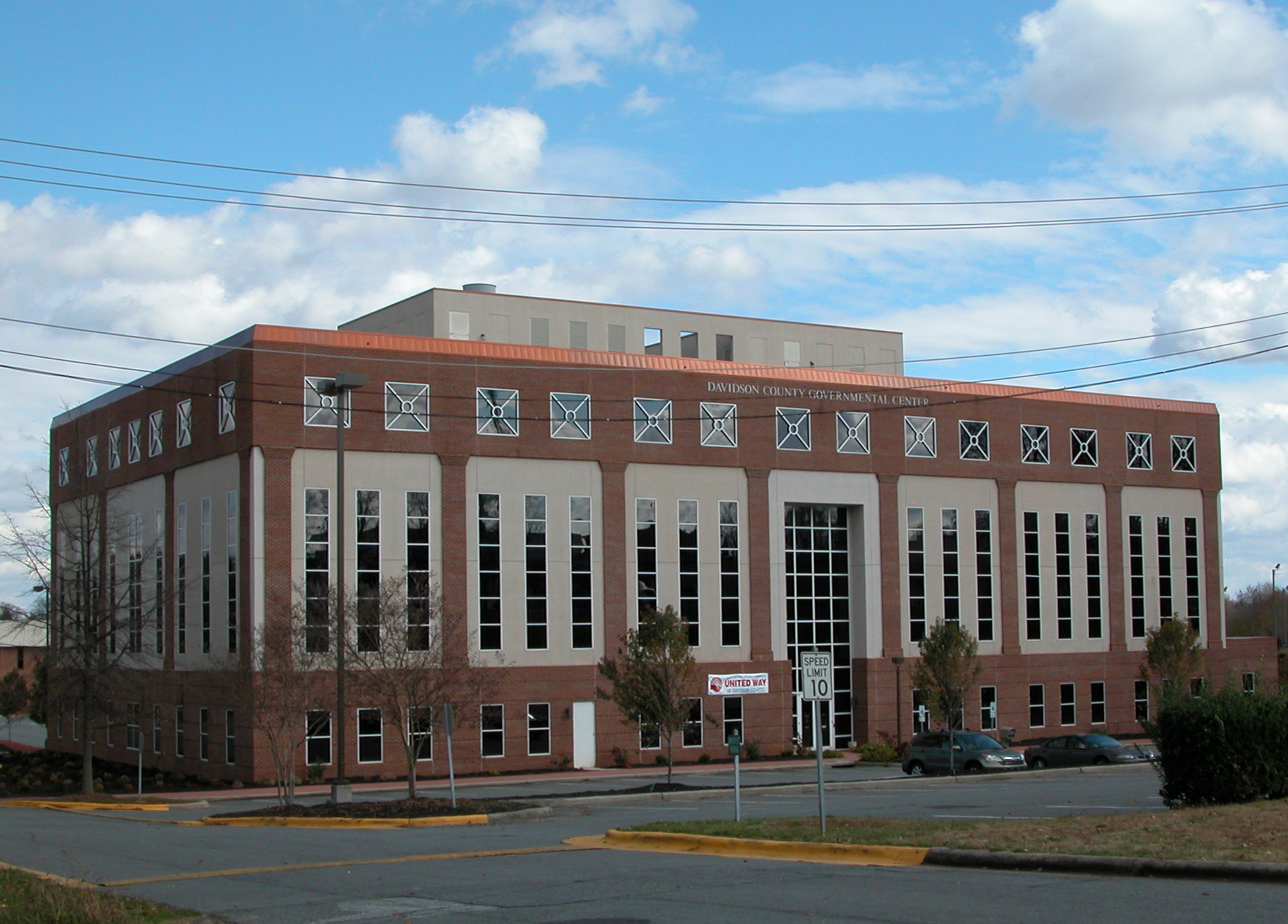
レキシントン市にあるデイビッドソン郡政府センター

デイビッドソン郡は地域自治体の委員会であるピードモント・トライアド自治体委員会のメンバーである。
デイビッドソン郡は、1995年から2003年まで郡保安官を務めたジェラルド・ヒージが憲法に違背する囚人の待遇をしたときに全国の注目を集めた。

## 地理
アメリカ合衆国国勢調査局に拠れば、郡域全面積は567平方マイル (1,468.5 km2)であり、このうち陸地552平方マイル (1,429.7 km2)、水域は15平方マイル (38.8 km2)で水域率は2.58%である。デイビッドソン郡は、州の中央、ピードモント台地に入っている。ピードモント台地は穏やかにうねる田園部であり、間に川や小川で作られる丘陵や浅い谷が多い。その例外はユーワリー山地であり、郡の西部から南西部にある。この山地は北アメリカでも最古のものであり、かつては標高が2万フィート (6,100 m) 近くあった。しかし長い間に小高い丘陵に過ぎなくなってきた。周りが比較的平らなので、250ないし500フィート (75 - 150 m) は立ち上がっている。ユーワリー山地の最高地点は郡内でも最高地点であり、郡南西隅にあるハイロック山である。標高は1,119フィート (341 m) である。

### 郡区
デイビッドソン郡は17の郡区に分割されている。アボッツクリーク、アリゲイニー、アーカディア、ブーン、コンラッドヒル、コットングローブ、エモンズ、ハンプトン、ヒーリングスプリング、ジャクソンヒル、レキシントン、ミッドウェイ、リーディクリーク、シルバーヒル、トマスビル、タイロー、ヤドキンカレッジの各郡区である。

### 隣接する郡
- デイビー郡 - 北西
- フォーサイス郡 - 北
- ギルフォード郡 - 北東
- モンゴメリー郡 - 南
- ランドルフ郡 - 東
- ローワン郡 - 南西
- スタンリー郡 - 南西

### 国立保護地域
- ユーワリー国立の森（部分）

### ワイン生産地域
郡の一部はヤドキン・バレー・ワイン生産地域に入っている。

## 人口動態

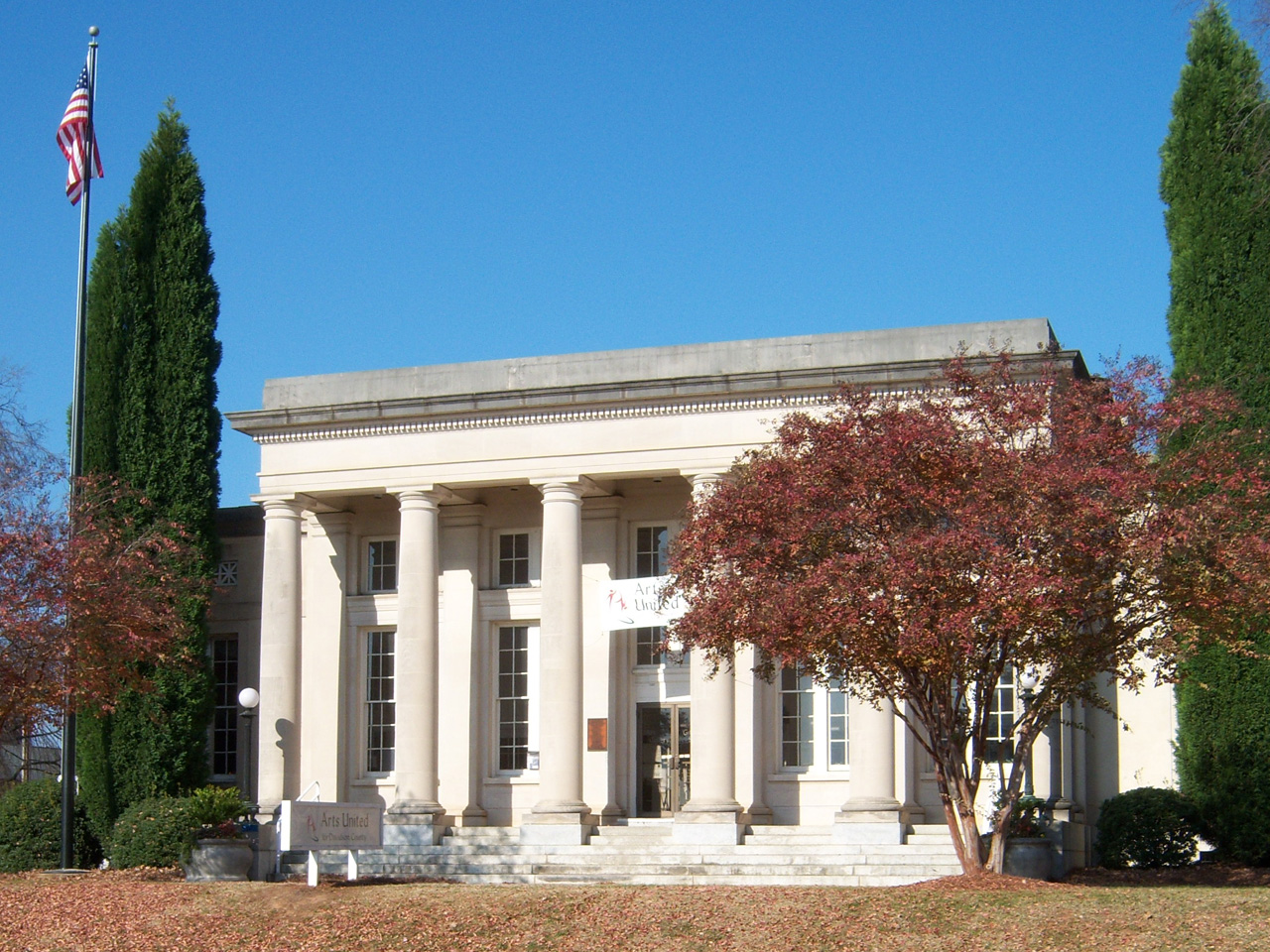
デイビッドソンのアーツ・ユナイテッド

以下は2010年国勢調査による人口統計データである。
| 基礎データ - 人口: 149,331人 - 世帯数: 58,156 世帯 - 家族数: 42,512 家族 - 人口密度: 103人/km2（267人/mi2） - 住居数: 62,432軒 - 住居密度: 44軒/km2（113軒/mi2） 人種別人口構成 - 白人: 84.05% - アフリカン・アメリカン: 11.14% - ネイティブ・アメリカン: 0.37% - アジア人: 0.82% - 太平洋諸島系: 0.01% - その他の人種: 1.66% - 混血: 0.94% - ヒスパニック・ラテン系: 3.24% 年齢別人口構成 - 18歳未満: 24.3% - 18-24歳: 7.6% - 25-44歳: 31.2% - 45-64歳: 24.1% - 65歳以上: 12.8% - 年齢の中央値: 37歳 - 性比（女性100人あたり男性の人口） - 総人口: 96.0 - 18歳以上: 93.7 | 世帯と家族（対世帯数） - 18歳未満の子供がいる: 32.7% - 結婚・同居している夫婦: 58.0% - 未婚・離婚・死別女性が世帯主: 10.8% - 非家族世帯: 26.9% - 単身世帯: 22.9% - 65歳以上の老人1人暮らし: 8.8% - 平均構成人数 - 世帯: 2.50人 - 家族: 2.92人 収入と家計 - 収入の中央値 - 世帯: 38,640米ドル - 家族: 46,241米ドル - 性別 - 男性: 31,287米ドル - 女性: 23,622米ドル - 人口1人あたり収入: 18,703米ドル - 貧困線以下 - 対人口: 10.1% - 対家族数: 7.0% - 18歳未満: 13.3% - 65歳以上: 12.1% |

## 都市と町

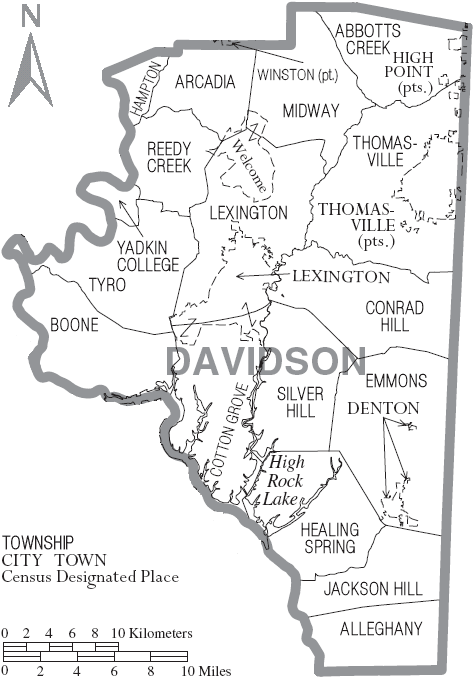
デイビッドソン郡の自治体と郡区

- デントン
- ハイポイント（部分）
- レキシントン - 郡庁所在地
- ミッドウェイ
- トマスビル
- ウォールバーグ

### 未編入の町
| - アーカディア - チャーチランド - リーズ | - シルバーヒル - シルバーバレー - サウスモント | - タイロー - ウェルカム - ヤドキンカレッジ |

## 見どころ

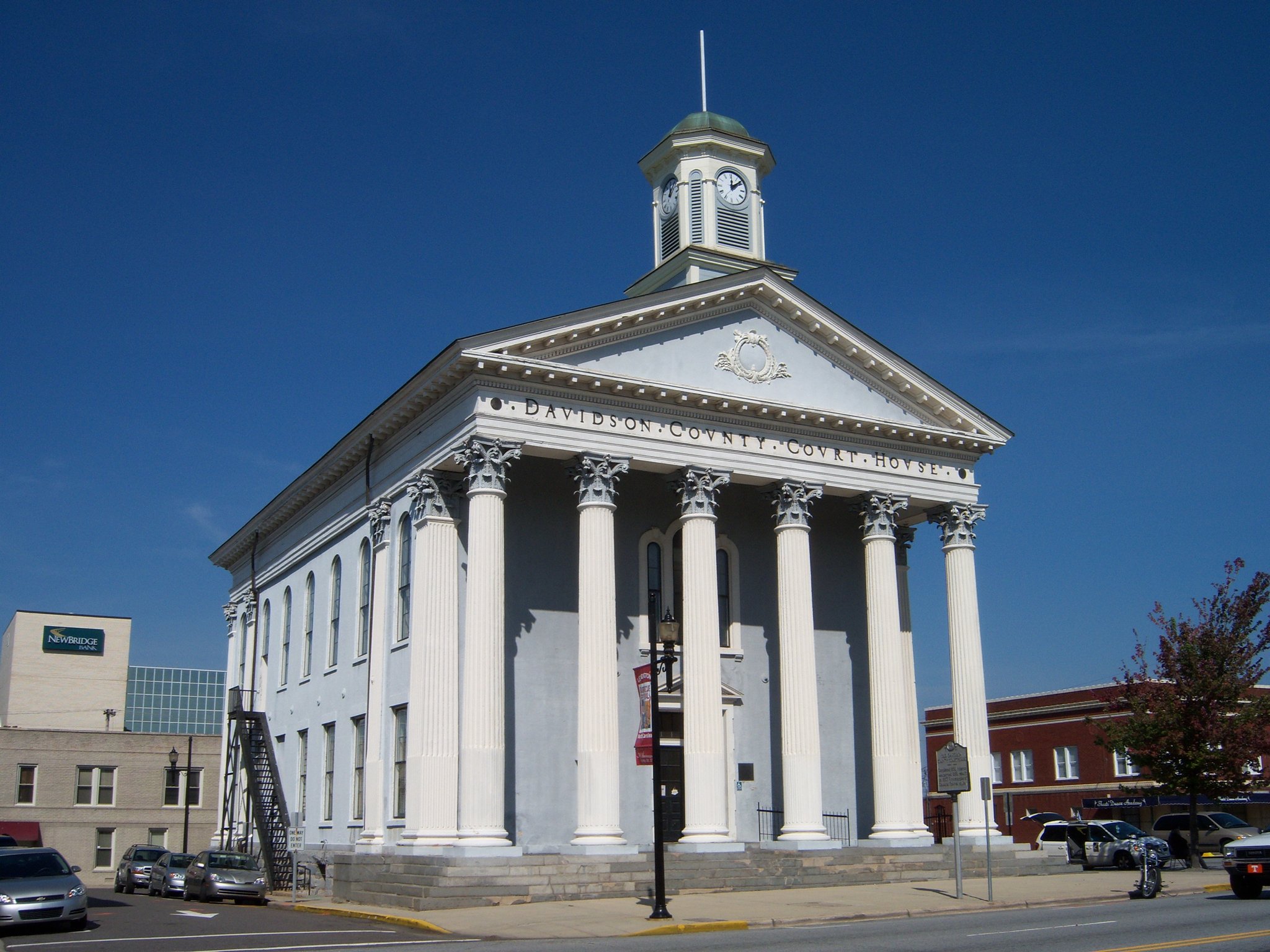
レキシントン市にあるデイビッドソン郡旧庁舎

### 祭
郡内の最も有名な呼び物は毎年開催されるレキシントン・バーベキュー祭である。レキシントン市で10月に開かれアメリカ合衆国南東部中から10マ人を超える観光客を集めている。また9月にはデイビッドソン郡農業祭も開催される。トマスビルでは、州内で最も長く続く「エブリバディズデイ祭」が毎年開催される。「南東部旧戦線再集結」は毎年デントン・ファームパークで開催される。

### ランドマーク
郡内には昔からある観光地も多い。レキシントン市の歴史的アップタウンには、旧郡庁舎にデイビッドソン郡歴史博物館があり、またブーンズ・ケイブ公園はダニエル・ブーンがインディアンから隠れたとされる伝説がある。その他、デントン・ファームパーク、ミセス・ヘインズ・モラヴィアン・クッキーファクトリー、ウォルター・ジョンソン・キャンプと会議場、ノースカロライナ・ベトナム戦争退役兵記念碑がある。トマスビルにビッグ・チェアもある。

### 芸術

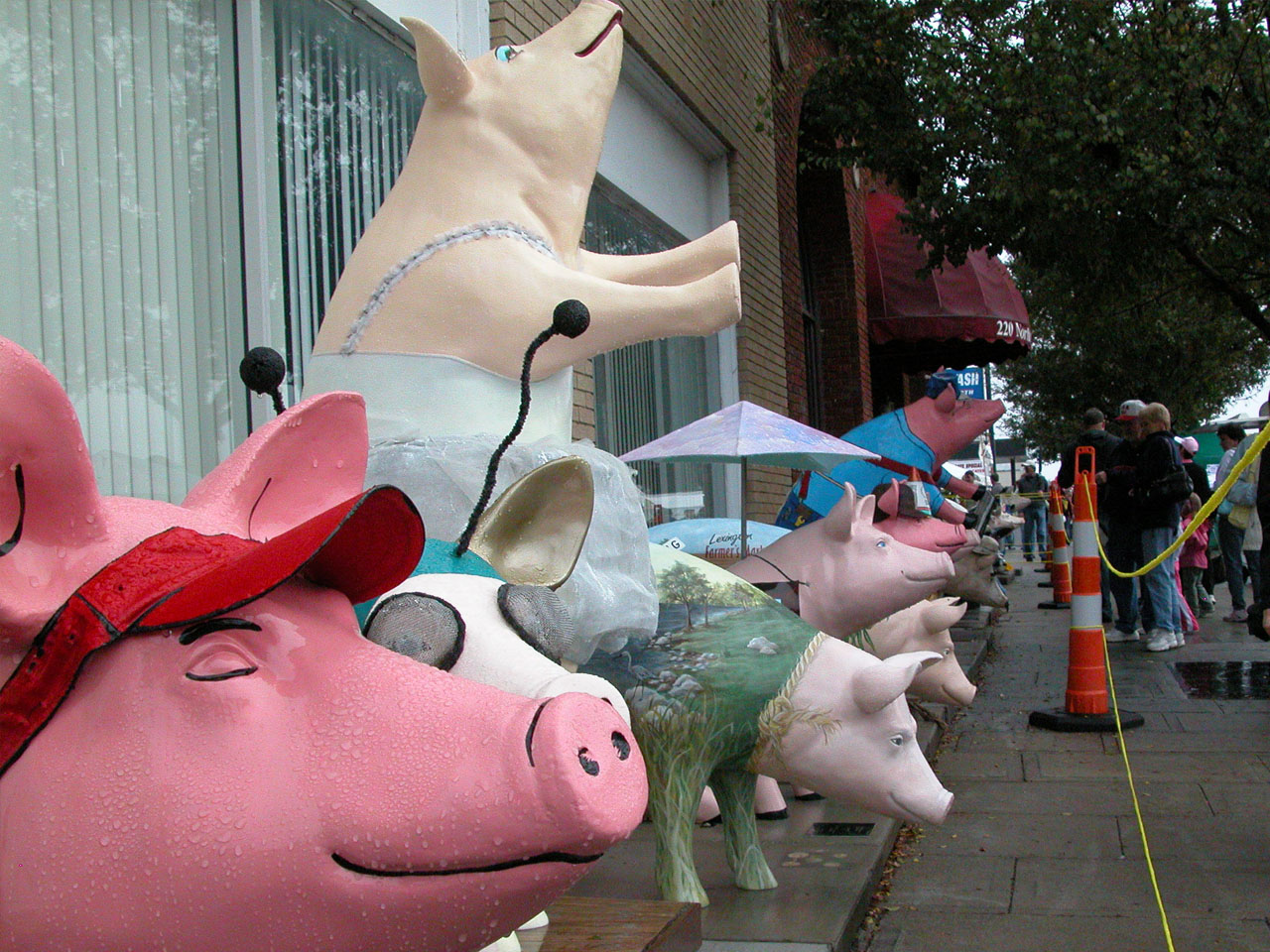
レキシントン・バーベキュー祭の「ピッグス・オン・パレード」

レキシントン市で毎年夏に開催される芸術祭「ピッグス・イン・ザ・シティ」には数万人の観衆を集めている。
2005年、デイビッドソン郡コミュニティカレッジとトマスビル市が共同で、トマスビル職人センターを作った。そのスタジオではカレッジが芸術准学士を再活性化させ、絵画や彫刻の分野で大学以降プログラムや成人地域交流クラスを開催している。このセンターはカレッジのトマスビル教育センター複合施設の一部であり、カレッジの地域社会活動の一翼を担っている。デイビッドソン郡コミュニティカレッジは、デイビー郡のモックスビルに第2のキャンパスがあり、またレキシントン市アップタウン教育センターも維持している。これはデイビッドソン郡芸術センターや歴史ある郡庁舎から数ブロックの距離にある。

### バーベキュー
ノースカロライナ州に2つあるバーベキューのスタイルの1つがレキシントン発祥のものであり、毎年レキシントン・バーベキュー祭を開催している。それゆえに多くのレキシントン・スタイルのバーベキュー・レストランが郡内にある。例えば、レキシントンBBQ（ハニーモンクス）、BBQセンター、ジミーズ、ウィットリーズBBQレストラン、スモーキー・ジョーズ、バックカントリー、スピーディズ、スマイリーズ、ターヒールQ、ステイミーズ、カーリーズ、ウェルカムBBQ、クックスなどである。

### リチャード・チルドレス
郡内には自動車レースのファンが多く、また元ドライバーで現在は自分のチームを持っているリチャード・チルドレスがいる。チルドレスが所有するワイン醸造所やリチャード・チルドレス・レーシング博物館と店舗もある。

### ビッグ・チェア
巨大な大きさの「ビッグ・チェア」もある。この椅子はトマスビル市の中心にあり、世界に知られた家具製造業のシンボルになっている。

### ハイロック湖

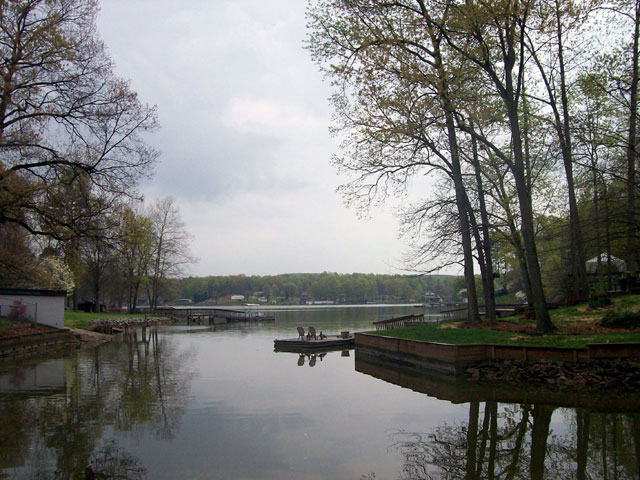
ハイロック湖

ハイロック湖はユーワリー湖群の最北にあり、ノースカロライナ州ではノーマン湖に次いで2番目に大きな湖である。面積は15,180エーカー (61.4 km2) 、湖岸長は365マイル (587 km)ある。ヤドキン川とサウスヤドキン川が集まる地点に始まっている。1994年、1995年、1997年、2007年にはバスマスター・クラシックを開催してきたほか、釣りの競技会が多く開催されている。この湖のアボッツ・クリーク部分の北にレキシントン市がある。

## 教育
デイビッドソン郡の公共教育はデイビッドソン郡教育学区が管轄している。ただしトマスビル市とレキシントン市は独自の教育学区がある。デイビッドソン郡教育学区は郡内最大級の雇用主でもある。
郡内にはデイビッドソン郡コミュニティカレッジがあり、ノースカロライナ州コミュニティカレッジ・システムに属する総合カレッジである。1958年に工業教育センターとして認可され、農業から製造業に移行する経済にあって必要とされる教育訓練を成人に対して行うことが意図されていた。
1965年にデイビッドソン郡コミュニティカレッジとして再度認定された。それまでの応用科学准学士、卒業資格、認定プログラムに、芸術准学士と科学准学士が加えられた。1996年には大学以降コースが追加された。1997年、包括的アーティキュレイション協定に参加し、カレッジの学生がノースカロライナ大学システムの16校、また独立系カレッジや大学に容易に移行できるようにした。現在のデイビッドソン・キャンパスは広さが約97エーカー (390,000 m2) あり、11の建物と2つの救急対応訓練施設がある。

## 著名な出身者
- エディ・マシューズ, アメリカ野球殿堂入りを果たしたメジャーリーグベースボール選手、メジャーに行く前の1949年にトマスビルでプレーした